# Racotis anaglyptica
Racotis anaglyptica är en fjärilsart som beskrevs av Louis Beethoven Prout 1935. Racotis anaglyptica ingår i släktet Racotis och familjen mätare. Inga underarter finns listade.